# Peter Friedrich Bouché
Peter Friedrich Bouché (Berlim, 15 de fevereiro de 1785 - Berlim, 3 de abril de 1856) foi um botânico e entomologista alemão. Sua coleção encontra-se conservada no Deutsches Entomologisches Institut.

## Biografia
Filho de Jean David Bouché (1747-1819), é descendente de uma dinastia de jardineiros e horticultores famosos em Berlim. Com a morte de seu pai assume junto com seu irmão Peter Carl Bouché (1783-1856) a empresa de  jardinagem de seu pai. Ambos irmãos introduziram em Berlim muitas espécies exóticas como a Árvore-da-borracha (Ficus elastica), a  japonesa Camélia (Camellia japonica) e o Oleandro (Nerium oleander splendens), ainda novidades para o cultivo na região. Ficaram famosos pela grande quantidade de variedades de rosas que possuíam. Foram os primeiros a cultivar plantas ornamentais na Prússia.
Antes da criação do Jardim Botânico de Berlim forneceram para os universitários da Universidade Livre de Berlim espécimens para a formação do seu herbário. 
Na zoologia, Peter Bouché descreveu e classificou numerosos tipos de insetos, principalmente aqueles que devastavam as culturas de plantas e aqueles benéficos à horticultura como os polinizadores. Estes textos foram publicados em obras ou revistas científicas. Defendeu a proteção dos anfíbios (rãs, sapos), das toupeiras, dos pássaros, pássaros, etc., devido à sua importância para a proteção das culturas.